# Immeuble (2 rue du Commandant-Pierre-Thoreux, Saint-Briac-sur-Mer)
L’immeuble dit la Providence est un édifice de la commune de Saint-Briac-sur-Mer, dans le département d’Ille-et-Vilaine en région Bretagne.

## Localisation
Il se trouve au nord-ouest du département et dans le centre du bourg de Saint-Briac-sur-Mer. Il se trouve à côté de la poste, au numéro 2 rue du Commandant-Pierre-Thoreux.

## Historique
L’immeuble date du début du XIXe siècle. 
Le décor en mosaïque de la boutique au rez-de-chaussée est de l'atelier Odorico ; il est inscrit au titre des monuments historiques depuis le 7 mars 2014,.